# الشبكة الوطنية لتمريض ذوي الإعاقات التعلمية
الشبكة الوطنية لتمريض صعوبات التعلم (NNLDN) هي شبكة تطوعية تُدار من قبل ممرضي صعوبات التعلم في المملكة المتحدة وجمهورية أيرلندا، وتُعنى بممرضي هذا التخصص. تأسست في تسعينيات القرن العشرين عقب مؤتمر مجلس التمريض الوطني الإنجليزي للإعاقة التعليمية الذي عُقد في كلية ريبون ويورك، بهدف أن تكون شبكة جامعة للشبكات المتخصصة في مجال الإعاقة التعليمية، لتبادل الممارسات الجيدة وتعزيز معايير أفضل لرعاية التمريض في جميع أنحاء المملكة المتحدة.
من أبرز مساهمات الشبكة الأخيرة في تطوير الممارسة تمثلت في مشاركتها في مراجعة تمريض صعوبات التعلم في المملكة المتحدة عام 2012، والتي نُشرت تحت عنوان "تعزيز الالتزام" (وزارة الصحة، نيسان 2012). كما تُعد الشبكة منصة لمؤتمر التنمية الوطني السنوي الذي يُعقد في كل من بلدان المملكة المتحدة وجمهورية أيرلندا، وكان آخر مؤتمر قد عُقد في جامعة بانجور في تموز 2011.
تدعم الشبكة أيضًا جائزة فيونا لطلاب القانون، والتي تُمنح سنويًا في مؤتمر "الاختيارات الإيجابية الوطنية لإعاقات التعلم" لممرضات إعاقات التعلم من الطلبة. ومنذ عام 2013، أصبحت الشبكة تعمل بشكل أساسي كمنتدى عبر وسائل التواصل الاجتماعي، ومن هذا النشاط نشأت مجموعات شبكية أخرى، من ضمنها موقع إلكتروني يُعد موردًا لطلاب التمريض المهتمين بتمريض صعوبات التعلم، بالإضافة إلى دردشة "#LDNURSECHAT" على منصة تويتر، وهي منتدى يتيح للممارسين المؤهلين تبادل ومشاركة أفضل الممارسات. لا تزال الشبكة تعقد ندوات وورش عمل بين الحين والآخر، وتُروَّج لها عبر الشبكات التي تمثلها.

## قراءة إضافية
- شبكات تمريض صعوبات التعلم